# Novostil-Helios

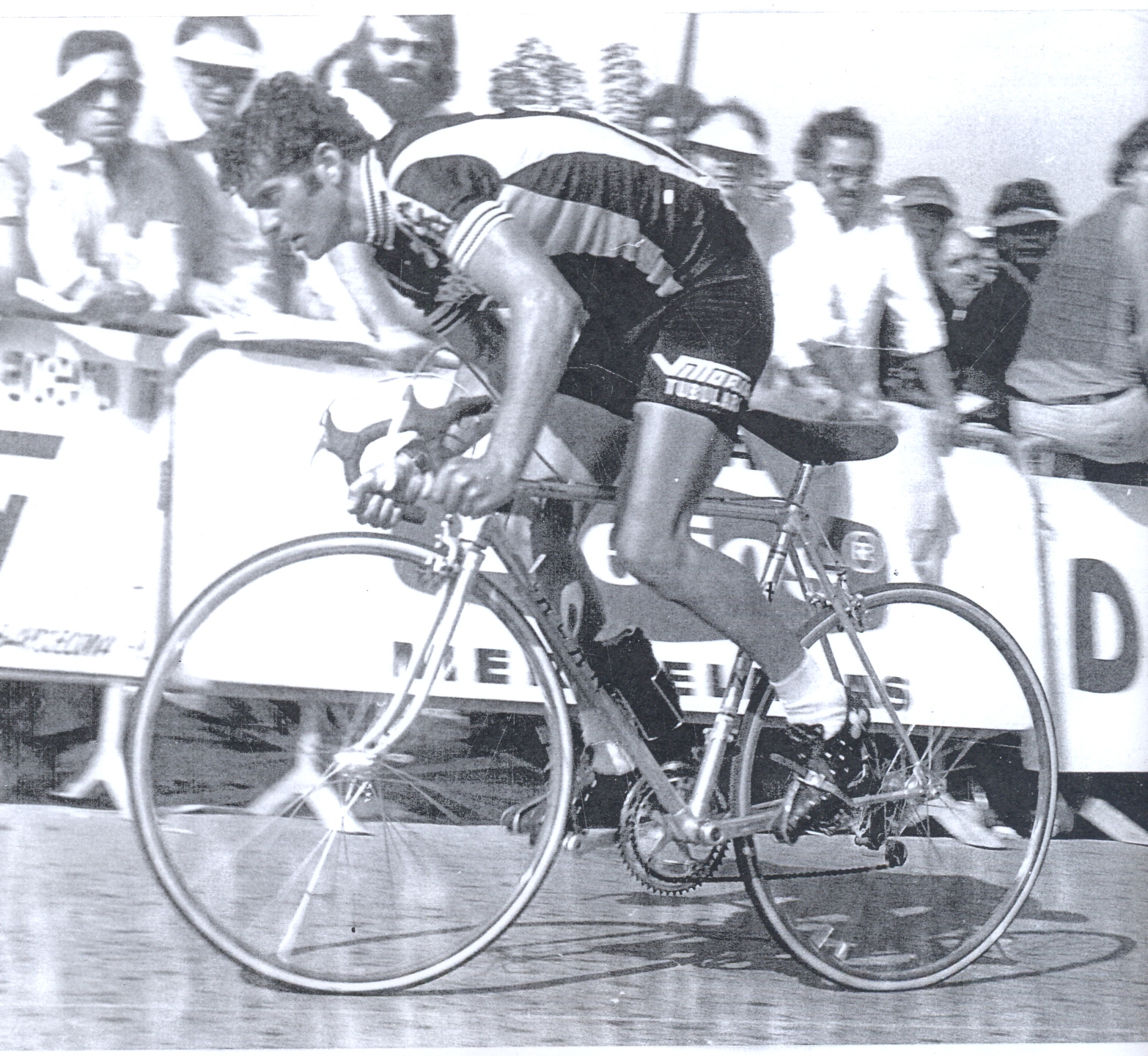
Gonzalo Aja im Teamtrikot 1979

Novostil-Helios war ein spanisches Radsportteam, das von 1978 bis 1979 bestand. Nicht zu verwechseln mit Zor-Helios-Novostil oder Novostil-Transmallorca.

## Geschichte
Das Team wurde 1978 von German Martin Saez gegründet.
Im ersten Jahr erreichte das Team den zweiten Platz  in der Gesamtwertung und den Gewinn der Bergwertung bei der Vuelta a los Valles Mineros, dritte Plätze bei der Vuelta a Segovia und der Clásica de Sabiñánigo, vierte Plätze bei der Setmana Catalana, Kantabrien-Rundfahrt und der Subida a Arrate, fünfter Plätze bei der Trofeo Masferrer und der Trofeo Luis Puig sowie Platz 10 bei der Baskenland-Rundfahrt. Neben den Siegen erwirkte das Team 1979 zweite Plätze bei der Trofeo Peña Hermanos Manzaneque und dem Gran Premio de Llodio sowie dritte Plätze bei der Trofeo Luis Puig und bei der Setmana Catalana. Nach der Saison 1979 löste sich das Team auf.
Hauptsponsor war ein spanischer Hersteller von Möbeln und Co-Sponsor war eine spanische Hersteller von Marmeladen.

## Erfolge
1978
- eine Etappe Setmana Catalana

1979
- Aragon-Rundfahrt
- eine Etappe Vuelta a España
- eine Etappe Kantabrien-Rundfahrt
- eine Etappe Tres Días de Leganés
- zwei Etappen Costa del Azahar

## Wichtige Platzierungen
| Grand Tour            | 1978 | 1979 |
| --------------------- | ---- | ---- |
| Vuelta a EspañaVuelta | 9    | 7    |

| Monument        | 1978 | 1979 |
| --------------- | ---- | ---- |
| Mailand–Sanremo | 26   | –    |

## Bekannte Fahrer
- Félix Suárez (1978)
- Alberto Fernández Blanco (1978)
- Gonzalo Aja (1978–1979)
- Marino Lejarreta (1979)
- Felipe Yáñez (1979)
- Francisco Elorriaga (1979)